# Jean-Baptiste Franque
Pour les articles homonymes, voir Franque.
Jean-Baptiste Franque (Villeneuve-lès-Avignon, 1er février 1683 - Avignon, 26 mars 1758) est un architecte français. Il est le père de François II Franque et Jean-Pierre Franque, tous deux architectes, ainsi que le beau-père de l'architecte Esprit-Joseph Brun.

## Biographie
Il naît à Villeneuve-lès-Avignon, le 1er février 1683. Fils de François I Franque (1652-1732), maître maçon, et de Marguerite Arnaud, il prend la suite de son père et s’installe à Avignon où il devient architecte vers 1715. Sa formation s'était probablement effectuée auprès des grands artistes avignonnais de la génération précédente, Pierre II Mignard et Jean Péru.

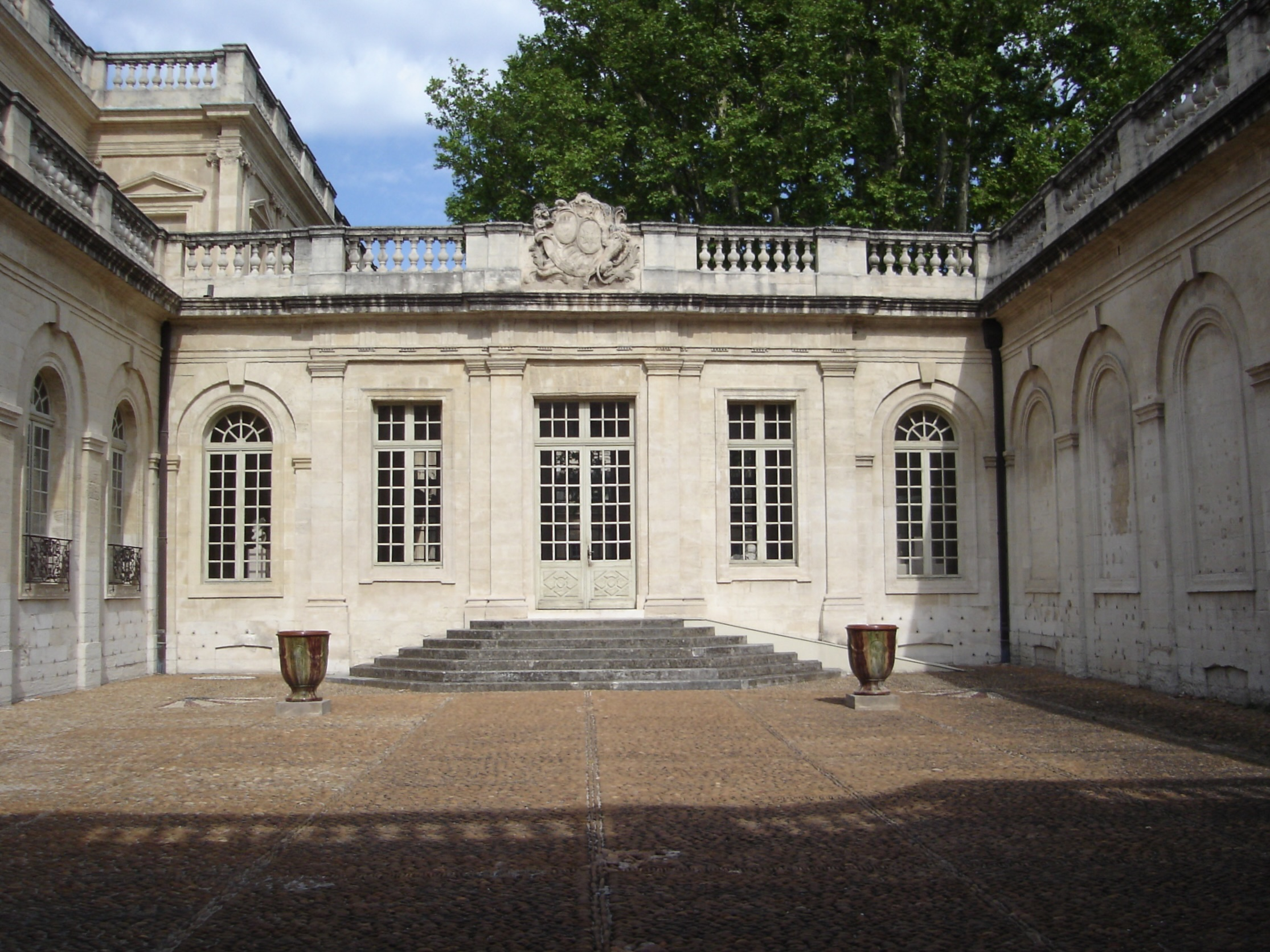
Le musée Calvet dans l'hôtel de Villeneuve-Martignan

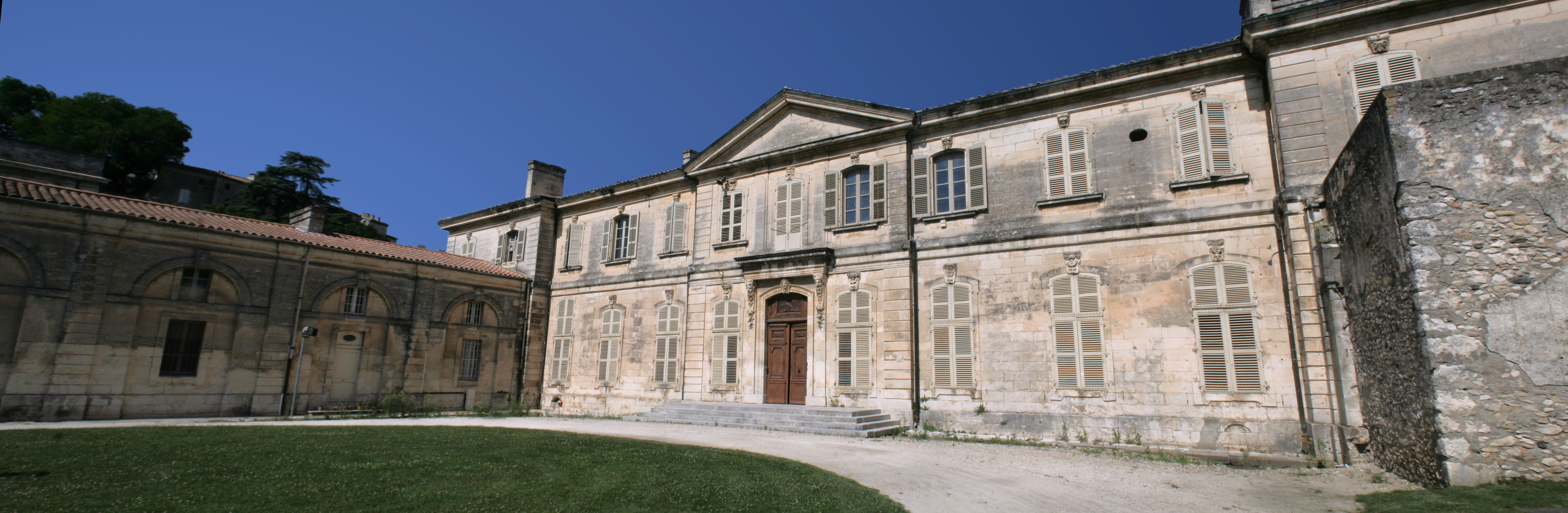
Ancien palais épiscopal de Viviers (mairie actuelle)

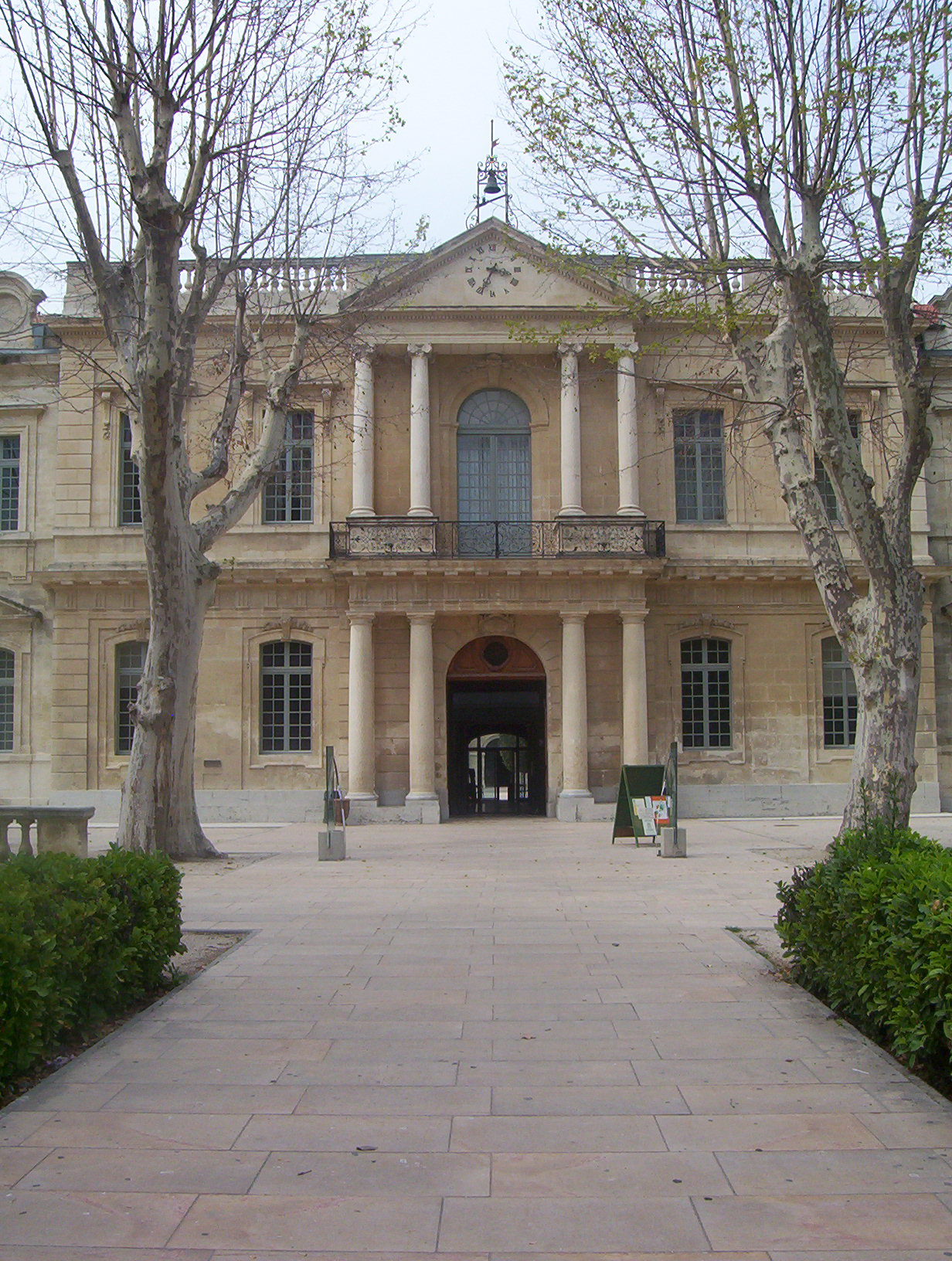
Façade de l'ancien hôpital Sainte-Marthe, aujourd'hui siège de l'Université d'Avignon

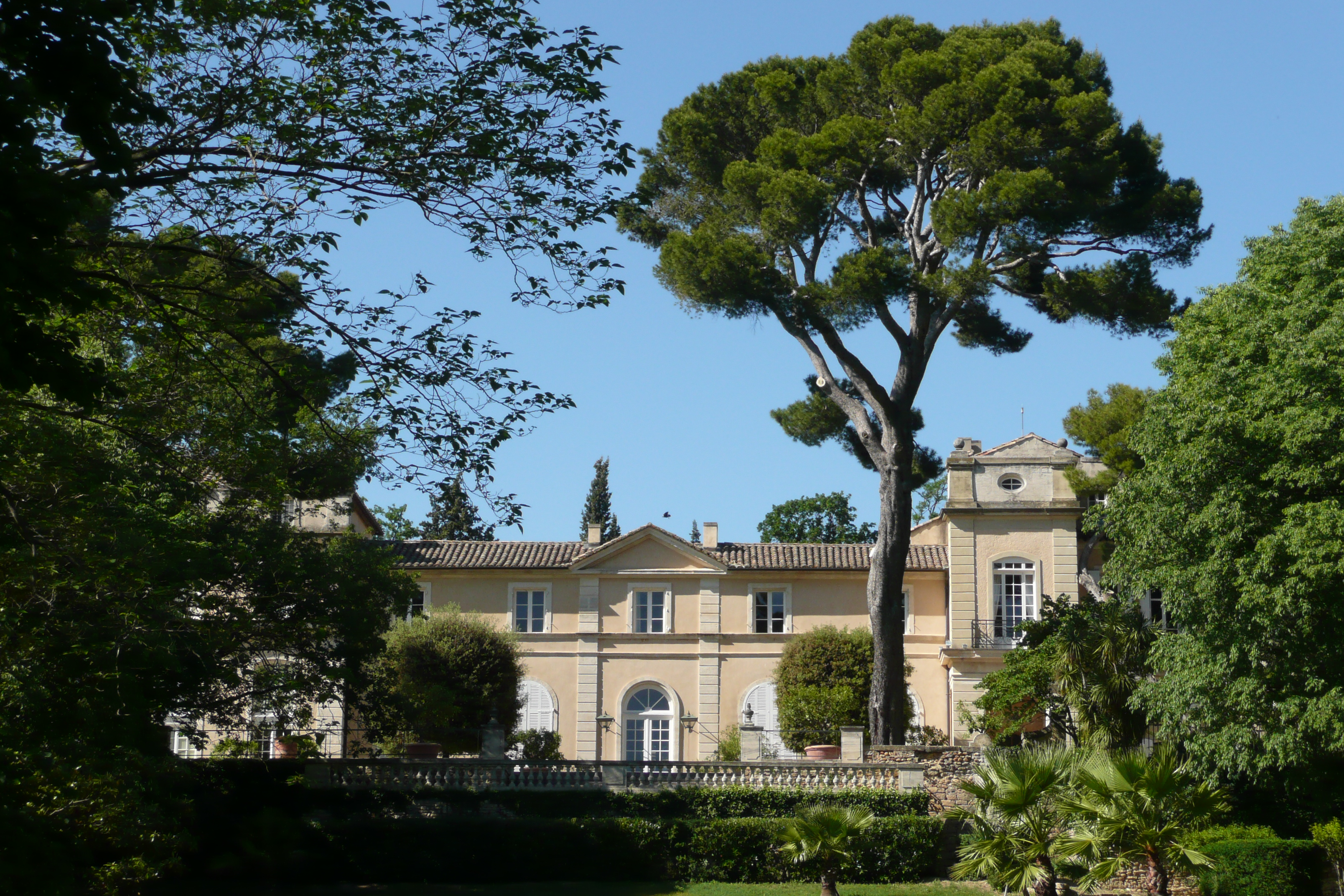
Château la Nerthe, à Châteauneuf-du-Pape

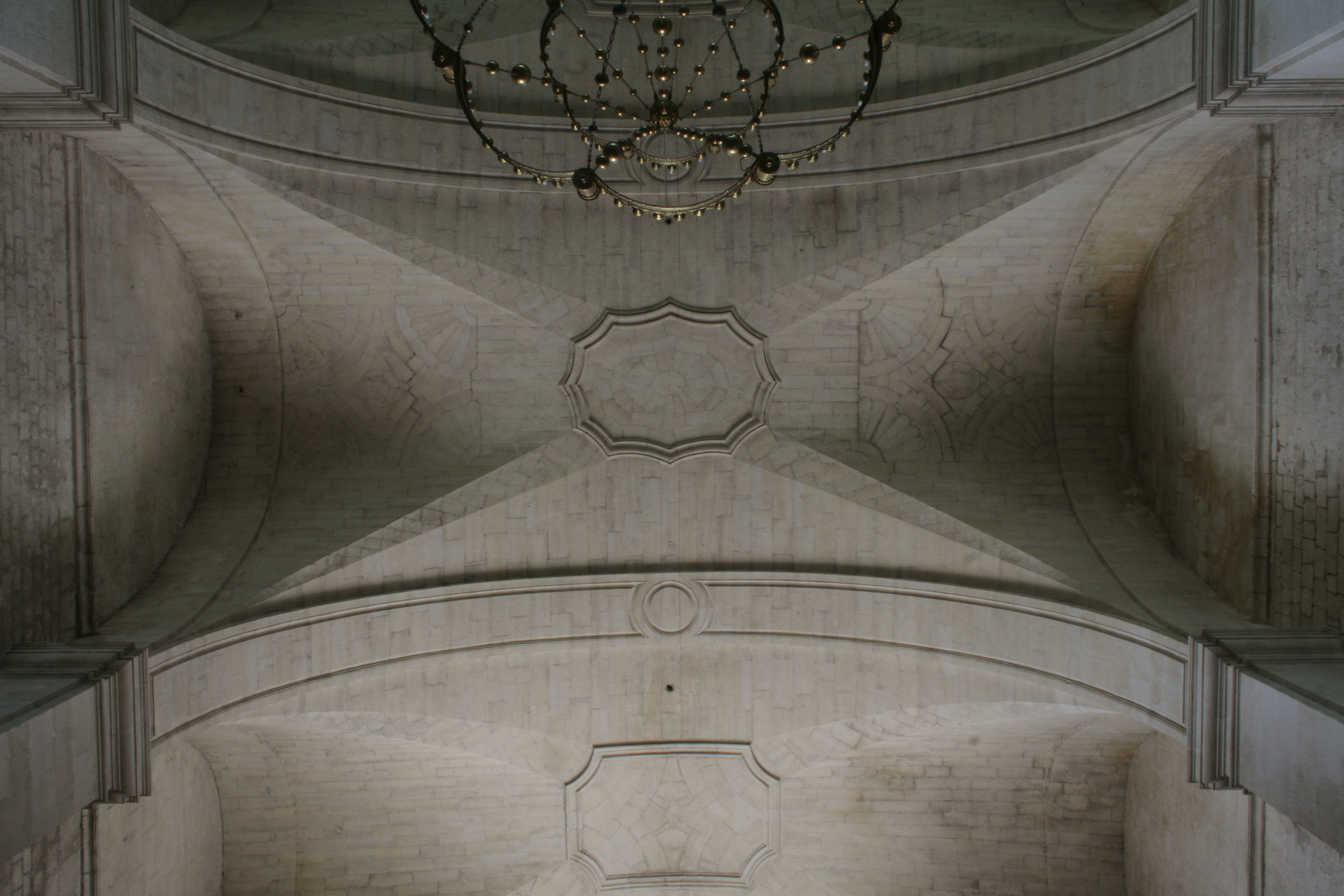
Voûte à double arête, troisième travée de la cathédrale de Viviers

Deux de ses fils, François II et Jean-Pierre embrassent la carrière de leur père et travaillent à ses côtés. Ils œuvrent dans tout le sud de la France, de Toulon à Carcassonne en passant par Viviers (voûtes de la cathédrale).
Jean-Baptiste reste le membre le plus connu de cette lignée d'architectes avignonnais. Toutefois, à partir des années 1740, ses œuvres personnelles sont difficiles à distinguer de celles réalisées en collaboration avec ses enfants. C'est ainsi que François (Avignon 1710 - Paris 1793), ancien pensionnaire de l'École de France à Rome et membre de l'Académie Royale d'Architecture à Paris, est le coauteur attesté de l'hôtel de Villeneuve-Martignan (Musée Calvet), de l'hôtel de Caumont (collection Lambert) et du portail central de l'hôpital Sainte-Marthe (université d'Avignon) dans cette ville, ainsi que de l'église Notre-Dame des Pommiers à Beaucaire. Son frère cadet Jean-Pierre Franque (Avignon, 1718 - 1810) poursuivit l'œuvre locale paternelle, il était encore en activité sous la Révolution. Il a construit l'hôtel Calvet de la Palun sur la place du Palais à partir de 1788.
Toujours à Avignon on peut admirer, la chapelle Saint-Charles (en collaboration avec son fils François), les boucheries et les poissonneries de la rue du Vieux-Sextier (en collaboration avec son fils Jean-Pierre), une partie de l’Aumône Générale. À Châteauneuf-du-Pape, il est le concepteur du château la Nerthe, domaine historique de l'appellation, dont les travaux furent poursuivis par François après son décès.  
À Viviers, il a également édifié le Palais épiscopal et les hôtels de Roqueplane, de Beaulieu et de Tourville. À Beaucaire, il édifie l'hôtel de Linage. Il meurt en mars 1758. Ce qui n'empêcha point son œuvre d'être poursuivie, puisque la façade de l'église de Richerenches est réputée avoir été refaite selon ses plans en 1765.
Jean-Baptiste Franque a marqué l'architecture régionale par la synthèse qu'opéra son art entre la tradition locale italianisante dont Jean Péru était le continuateur, et le classicisme français implanté à Avignon par Pierre II Mignard. Sa parfaite connaissance de la stéréotomie lui permit de couvrir nombre de ses constructions de voûtes hardies et savantes, aux dessins d'une rare inventivité.

## Œuvres architecturales
Par année d'achèvement :
- De 1708 à 1710, il bâtit l'hôtel de Salvador, rue de la Masse à Avignon, sur les plans et la direction de Jean Péru. En 1713, il en reconstruira entièrement l'escalier, sur les dessins de l'architecte carpentrassien Antoine d'Allemand[7]. C'est le premier escalier avignonnais du modèle suspendu à marches portant limon.
- 1710 - Hôtel Elzéar de Capellis, plus tard Desmarets de Montdevergues, construit sur les plans de Pierre II Mignard - actuel siège du Conseil Général de Vaucluse place de la Préfecture à Avignon[8]. La façade fut refaite en 1734 sur les dessins de François Franque[9].
- 1717-1721 - Château de Mane, près de Forcalquier, où il reprend sans nul doute un projet antérieur de Pierre-Alexis Delamair.
- 1718 - Hôtel de Forbin de Sainte-Croix, place de la Préfecture à Avignon[10]
- 1719-1720 - Château de Sauvan.
- 1726-1736 : Réparations des bâtiments conventuels mauristes de l'abbaye de Montmajour. Élevées à partir de 1703 par Pierre II Mignard, ces constructions venaient d'être ravagées par un violent incendie[11]. Franque les avait expertisées en 1719.
- 1728 - Réparations au couvent du Verbe Incarné, rue des Lices à Avignon[12]
- 1732 - Achèvement de l'église de Lambesc (commencée en 1700 sur les plans de l'architecte aixois Laurent Vallon, avec de nombreuses vicissitudes). Franque est l'auteur du dessin de la façade de cette église[13].
- 1732 - Hôtel de Linage, angle de la rue du Rhône et de la rue Baudin à Beaucaire[14]
- 1737 - Hôtel Bouchet de Faucon, rue Aristide-Briand à Arles[15]
- 1737 - Palais épiscopal de Viviers (hôtel de ville depuis 1989)[16]
- 1738 - Hôtel de Roqueplane à Viviers (mairie de 1947 à 1989, évêché depuis cette date)[17]
- 1739 - Chapelle des Pénitents Noirs, rue Banasterie à Avignon, d'après les plans posthumes laissés par Thomas Lainée[18]
- 1743 - 1745 : Aile orientale de l'hôpital Sainte-Marthe, puis jusqu'en 1748 avec l'aide de son fils François le portique du pavillon central[19].
- 1745 - Collège des Jésuites (actuel muséum d'histoire naturelle), Grand'rue à Nîmes[20]
- 1746 - Collégiale Saint-Jean de Pézenas à Pézenas sur un projet initial de  Jean Giral.
- 1748 - 1754 : Construction des nouvelles boucherie et poissonnerie de la rue du Vieux Sextier à Avignon[21].
- 1751 - Hôtel de Caumont, 5 rue Violette à Avignon, en collaboration avec son fils François[22]
- 1751 - Aile orientale de l'Aumône générale d'Avignon (rue des Lices)[23]
- 1751 - Chapelle des religieuses de Saint-Joseph, attenante à l'hôpital Sainte-Marthe qu'elles desservent[19].
- 1755 - Hôtellerie du Couvent des Dominicains de Saint-Maximin-la-Sainte-Baume (actuel Hôtel de ville), avec son fils François[24].
- 1757 - Porte de la Ligne à Avignon, en collaboration avec son fils Jean-Pierre qui refera en 1760 celle du Rhône[25].
- 1757 - Reprise du voûtement de la nef de la cathédrale Saint-Vincent de Viviers. Ce travail, achevé par son fils Jean-Pierre, est l'un des plus hardis couvrements d'édifice religieux de la région : il est formé de trois travées à arêtes doubles et plafond au centre, mais les arêtes sont biaises et des panneaux de mosaïque en éventail s'insèrent dans les lunettes de la travée médiane[26].

- Hôtel de Beaulieu à Viviers.
- Hôtel de Tourville à Viviers.
- Hôtel de Villeneuve-Martignan / Musée Calvet, 65 rue Joseph-Vernet à Avignon[27]
- Église Notre-Dame-du-Rhône à Viviers[28]
- Hôtel de Galéans-Gadagne, 7 rue Violette à Avignon[29]
- Chapelle du séminaire Saint-Charles-de-la-Croix, rue Saint-Charles à Avignon[30]
- Chartreuse du Val-de-Bénédiction à Villeneuve-lès-Avignon : la fontaine Saint-Jean, qui lui est traditionnellement attribuée, est plus probablement une œuvre de son fils François[31]
- Église Notre-Dame à Correns.
- Hôpital-hospice de L'Isle-sur-la-Sorgue

## Famille[32]
- Simon Franque, fils de Pierre Franque, capitaine, qualifié de ménager dans le contrat de mariage de son fils, peut-être originaire de Saint-Saturnin-lès-Apt, marié à Roussillon (Vaucluse) le 11 novembre 1590 avec Françoise Allemand, fille de feu Antoine, de Roussillon,
  - Jean Franque dit le vieux, baptisé le 22 novembre 1591 à Roussillon. Il est venu s'établir vers 1615 à Villeneuve-lès-Avignon où il est maître maçon. Il s'y est marié deux fois mais ne semble pas avoir eu de postérité : contrat à Villeneuve-lès-Avignon, en 1644, avec Claude Gachon, contrat à Avignon, en 1658, avec Marie Jean. Il est mort avant 1665 et a choisi comme héritier son neveu, Jean Franque le jeune. Il a réalisé pour Jean-André Borde l'architecture du maître-autel de l'église des Augustins d'Avignon en 1632, il reconstruit l'église de Castillon-du-Gard en 1643.
  - Mathieu Franque, baptisé le 25 mars 1596 à Roussillon, il s'est marié avec Catherine Gondran. Il était établi à Revest-du-Bion. Il est mort avant le second mariage de son fils, en 1656.
    - Jean Franque dit le jeune, marié deux fois ; un premier mariage avec Anne Fournier, le second mariage par contrat du 10 décembre 1656, à Avignon. Il a probablement été appelé par son oncle à Villeneuve-lès-Avignon. Il a restauré en 1670 le cimetière Saint-Pons. Il est mort à Villeneuve-lès-Avignon le 6 février 1672.
      - Simon Franque, baptisé le 30 août 1648 à Villeneuve-lès-Avignon. Il a été maître maçon et tailleur de pierre à Carpentras. Il a épousé en premières noces à Mormoiron, en 1673, Marie Girard, et en secondes noces à Avignon, en 1693, Jeanne Lavau. Il était illettré.
      - François I Franque, baptisé le 25 février 1652 à Villeneuve-lès-Avignon. Il s'est marié à Monteux, le 8 septembre 1675, avec Marguerite Arnaud, fille de Jean-Claude Arnaud, cardeur. Il s'est remarié à Avignon, par contrat du 19 mai 1717, avec Marie Baud. Il habitait au Plan de Lunel quand il est mort le 26 mars 1732, à 80 ans. Il était illettré. C'est le premier Franque dont les œuvres sont connues. En 1692, il restaure le chœur de l'église Saint-Martin dans l'abbaye Saint-André de Villeneuve-lès-Avignon, en 1693 il répare l'église de Monteux, en 1696, avec Jean Mottard et Jean Villiet, il construit la porte d'Avignon sur les plans de Pierre II Mignard. Vers 1705, il quitte Villeneuve-lès-Avignon pour s'établir à Avignon. Puis il commence à travailler avec son fils Jean-Baptiste Franque. Dans un acte de 1709, ils sont tous les deux qualifiés de maîtres maçons et décident de vivre chacun de leur côté et de partager leurs biens, mais de travailler en association dans leur profession de maçon et de partager à l'avenir par moitié les profits et les pertes. Le père a donné à son fils une maison sise rue des Corps-Saints, paroisse de Saint-Didier.
        - Jean-Baptiste Franque, né à Villeneuve-lès-Avignon, le 1er février 1683. Il s'est marié, le 11 octobre 1708, avec Marguerite Valgalier[33], fille de défunt François Valgalier, traiteur, et d'Anne Roubaud. De son mariage il a eu dix enfants dont trois sont morts jeunes. Il a fait de ses deux fils aînés les héritiers universels après des dons à ses autres enfants dans son testament du 6 octobre 1647. Il est mort le 23 mars 1658 d'une pneumonie. Marguerite Valgalier est morte le 26 janvier 1768.
          - Marie-Marguerite Franque, mariée en 1736 avec l'architecte Esprit-Joseph Brun,
          - Cécile Franque, religieuse à Saint-Marthe en 1737,
          - Marie Franque, mariée en 1742 avec François Chassenet[34], marchand-orfèvre d'Avignon,
          - François II Franque, né le 7 février 1710, il est émancipé par son père le 23 décembre 1747, architecte du roi en 1755. Il s'est marié à Paris, par contrat passé le 11 février 1749, avec Marguerite Thérèse Monchaussé. Il est l'ami de Joseph Vernet[35]. Il est mort à Paris le 28 octobre 1793.
          - Jean-Pierre Franque, né le 15 décembre 1718, il est émancipé par son père le 23 décembre 1747. Il a été reçu licencié en droit à l'université d'Avignon le 17 avril 1760 et a acheté peu après une charge d'avocat au Parlement de Provence. Il a épousé à Aix-en-Provence, le 3 juin 1763, Justine-Aimée de Brignol, fille de noble Louis de Brignol, trésorier général de France en la généralité de Provence.Sa femme est morte le 13 juillet 1773 sans postérité. Il ne s'est pas remarié mais a eu une fille naturelle Marie-Élisabeth qu'il a reconnue le 14 floréal an IV. Il est mort à Avignon le 7 mars 1810.
            - Marie-Élisabeth Franque, née à Marseille le 2 juillet 1781, mariée le 30 ventôse an VIII avec Léon-Marc Verniettes, négociant originaire de Montpellier.

          - Jean-François Franque, chanoine à la Collégiale Saint-Agricol d'Avignon, mort le 6 janvier 1774.
          - Marc-Antoine Franque, curé de Servon, mort le 7 août 1764.

        - Marguerite Franque. En 1727, elle était veuve de Jacques Boysset et habitait Villeneuve-lès-Avignon.